# Чорний Сергій Григорович
Чорний Сергій Григорович (нар. 2 лютого 1957, селище Нововоронцовка, Херсонська область) — український учений у галузі ґрунтознавства, охорони ґрунтів та агроекології, доктор сільськогосподарських наук (1997),  професор (2003).

## Біографія
Сергій Чорний народився в селищі Нововоронцовка на Херсонщині. В 1983 році закінчив Одеський національний університет імені І. І. Мечникова. У 1983—1986 роках навчався в аспірантурі в Українському НДІ зрошуваного землеробства Південного відділення ВАСГНІЛ (зараз  - Інститут зрошуваного землеробства Національної аграрної академії наук України, м. Херсон). В 1988 році захистив дисертацію на тему «Обґрунтування протиерозійних заходів та ґрунтозахисна ефективність плоскорізного обробітку ґрунту на зрошуваних землях Півдня України» на здобуття вченого звання кандидата технічних наук за спеціальністю 06.01.02 — меліорація та зрошуване землеробство. У 1997 році в Національному аграрному університеті (зараз  — Національний університет біоресурсів і природокористування України у місті Києві) захистив дисертацію «Теоретичні та прикладні основи раціонального використання ґрунтів схилових зрошуваних агроландшафтів Південного та Сухого Степу України» на здобуття вченого звання доктора сільськогосподарських наук за спеціальністю 06.01.03 — агроґрунтознавство і агрофізика). Науковим консультантом був доктор географічних наук, проф. Г. І. Швебс. З 1998 року по 2003 рік С. Г. Чорний працював завідувачем кафедри екології та географії в Херсонському державному університеті, а у 2003 році С. Г. Чорний був обраний за конкурсом на посаду завідувача кафедри ґрунтознавства та агрохімії Миколаївського державного (зараз — національного) аграрного університету.
Президент Українського товариства ґрунтознавців і агрохіміків (УТҐА) (2010—2014). Голова Миколаївського відділення УТҐА. Член експертної ради ВАК України з сільськогосподарських наук (2010—2011). Член редколегії Вісника Біосферного заповідника «Асканія-Нова» (2000—2003), Вісника аграрної науки Причорномор´я, а також журналів «Ґрунтознавство» та «Екологія та ноосферологія», збірника «Агрохімія і ґрунтознавство».
Автор більш як 200 публікацій, державних стандартів, авторських посвідчень і патентів на винаходи.

## Основні праці
1. Схилові зрошувані агроландшафти: ерозія, ґрунтоутворення, раціональне використання. — Херсон: Борисфен, 1996.
2. Екологія Херсонщини. Посібник. — Херсон: Айлант, 2001 (у співавторстві з М. Ф. Бойко).
3. Эрозиоведение: теоретические и прикладные аспекты. — Суми: Університетська книга, 2004 (в соавторстве с А. А. Светличним и Г. И. Швебс).
4. Основи ерозіознавства. Підручник. — Суми: Університетська книга, 2007 (у співавторстві з О. О. Світличним).
5. Наукові основи охорони та раціонального використання зрошуваних земель. –К.: Аграрна наука, 2009 (у співавторстві з В. А. Сташук, С. А. Балюк та ін.).
6. Scientific communication and E-learning. — Kiyv, 2009 (в співавторстві з О. ван Климпутом, Г. Хохманом, Х. ван Хьюленброком та ін.).
7. Наукові та прикладні основи захисту ґрунтів від ерозії в Україні (за ред. С. А. Балюка та Л. Л. Товазнянського). — Харків: НТУ ХПІ, 2010 (у співавторстві з С. А. Балюк, Д. О. Тімченко та ін.).
8. Современные проблемы эрозиоведения. Монография. — Белгород: Изд–во Констанца, 2012 (в соавторстве с Ф. Н. Лисецким, А. А. Светличным).
9. Комплекс протидеграційних заходів на зрошуваних землях України. — К.: Аграрна наука, 2013 (у співавторстві з В. С. Дишлюк, В. А. Сташук та ін.).
10. Оцінка якості ґрунтів. Навчальний посібник. — Миколаїв: МНАУ, 2018.
11. Основи агрономічної хімії. Навчальний посібник. — Миколаїв. МНАУ, 2020.